# برايان تومسون (لاعب كرة قدم بريطاني)
برايان تومسون (بالإنجليزية: Brian Thompson)‏ (1938 في المملكة المتحدة - 2011) هو لاعب كريكت ولاعب كرة قدم بريطاني في مركز حراسة المرمى. لعب مع غرانتهام تاون ‏.